# Tajemnica
Tajemnica – dane lub informacje, których ujawnienie osobom nieuprawnionym jest zakazane ze względu na normy prawne lub inne normy społeczne. W religiach, szczególnie w kultach misteryjnych, słowo tajemnica (gr. mystērion) odnosi się do ukrytej rzeczywistości duchowej, z którą człowiek spotyka się przez obrzędy religijne. W chrześcijaństwie jest nazwą sakramentu.

## Tajemnice chronione prawem w Polsce
- Informacja niejawna

- tajemnice zawodowe (informacje wrażliwe)
  - tajemnica autorska
  - tajemnica bankowa
  - tajemnica biegłego rewidenta
  - tajemnica doradcy podatkowego
  - tajemnica funduszy inwestycyjnych
  - tajemnica dziennikarska
  - tajemnica geologiczna
  - tajemnica handlowa
  - tajemnica kontroli państwowej
  - tajemnica ksiąg rachunkowych
  - tajemnice medyczne
    - tajemnica lekarska
    - tajemnica pielęgniarska
    - tajemnica aptekarska
    - tajemnica zdrowia psychicznego

  - tajemnica maklerska
  - tajemnica oświadczeń majątkowych
  - tajemnica pomocy społecznej
  - tajemnica pracodawcy (dotycząca pracowników)
  - tajemnica przedsiębiorstwa
  - tajemnica w zawodach prawniczych
    - tajemnica adwokacka
    - tajemnica komornika sądowego
    - tajemnica notarialna
    - tajemnica prokuratorska
    - tajemnica radcowska (radców prawnych)
    - tajemnica rzecznikowska (rzeczników patentowych)
    - tajemnica sędziowska (por. wyrokowanie)

  - tajemnica skarbowa
  - tajemnica spowiedzi
  - tajemnica statystyczna[1]
  - tajemnica telekomunikacyjna
  - tajemnica ubezpieczeń społecznych
  - tajemnica wynalazcza
  - tajemnica pocztowa

- tajemnica państwowa[2][a]
- tajemnica służbowa[2][a]
- tajemnica wojskowa[a]

## Inne tajemnice
- ochrona danych osobowych
- prawo do prywatności
- świadek incognito
- świadek koronny
- tajemnica organizacji społecznej
- tajność wyborów

## W religii

### Chrześcijaństwo
We wschodnim chrześcijaństwie tajemnica używana jest jako określenie chrześcijańskiego sakramentu-mysterion. Szczególnie w pismach Ojców Kościoła  „zbawcze wydarzenia życia Jezusa, były rozumiane jako wydarzenia, w których jedyna tajemnica Boga («mystērion tou Theou») się objawiła i urzeczywistniła”. Stąd w pierwszych wiekach chrześcijaństwa istniało wtajemniczenie chrześcijańskie, w którym stosowano sztukę tzw. mistagogii, odnowioną w wyniku Soboru watykańskiego II (1962–1965).
O tajemnicy można mówić w kontekście konklawe i tajemnic fatimskich.

### Stowarzyszenia i ruchy gnostyckie
Pojęcie tajemnicy zawierają także różne grupy o charakterze gnostyckim i ezoterycznym, w których istnieją stopnie wtajemniczenia, tzw. inicjacja, np. wolnomularstwo, mormoni.

### Kulty misteryjne
W religiach pogańskich istniały kulty misteryjne, z których najbardziej znany jest kult Mitry, czyli Mitraizm. Badał je Odo Casel, próbując odnaleźć ich wpływ na mistagogię chrześcijańską.

## Tajna działalność
- konspiracja
- ruch AA
- tajne komplety (nauczanie)
- tajny współpracownik

## Tajemnice przysłowiowe
- tajemnica poliszynela
- tajemnica publiczna

## Gwarancje tajności
- kontrwywiad
- kryptografia
- szyfrowanie

## Łamanie tajności
- szpiegostwo
- służby wywiadowcze